# Spetsnäbbad tangara
Spetsnäbbad tangara (Acanthidops bairdi) är en fågel i familjen tangaror inom ordningen tättingar.

## Utseende
Spetsnäbbad tangara är en färglöst mellangrå finkliknande tangara med en udda lång och spetsig näbb, vanligen med skär- eller gulaktig nedre näbbhalva. Honan är brunare än hanen, med bruna vingband.

## Levnadssätt
Spetsnäbbad tangara hittas i höglänt terräng, vanligen över 1500 meters höjd. Där ses den i buskiga områden eller snåriga skogar. Den påträffas nästan alltid kring fröbärande bambu.

## Utbredning och systematik
Fågeln förekommer kring höga vulkantoppar i Costa Rica och västra Panama. Den placeras som ensam art i släktet Acanthidops och behandlas som monotypisk, det vill säga att den inte delas in i några underarter.

### Familjetillhörighet
Liksom andra finkliknande tangaror placerades denna art tidigare i familjen Emberizidae. Genetiska studier visar dock att den är en del av tangarorna.

## Status
Spetsnäbbad tangara har en relativt liten världspopulation uppskattad till mellan 20 000 och 50 000 vuxna individer. Beståndet anses dock vara stabilt. Internationella naturvårdsunionen IUCN kategoriserar arten som livskraftig.

## Namn
Sitt vetenskapliga namn har den fått efter naturalisten Spencer Fullerton Baird som var verksam på 1800-talet.